# Pułk Zachodnioingermanlandzki
Pułk Zachodnio-Ingermanlandzki (ros. Западно-Ингерманландский полк) – ochotnicza jednostka wojskowa podczas wojny domowej w Rosji
26 marca 1919 r. delegacja Ingermanlandzyków podczas rozmów z prezydentem Estonii Konstantinem Pätsem i głównodowodzącym wojskami estońskimi gen. Johanem Laidonerem uzyskała zgodę na sformowanie własnej jednostki wojskowej. Rozpoczęto tworzenie 3-batalionowego pułku piechoty, którego umundurować, uzbroić i wyposażyć mieli Estończycy. Miał on uczestniczyć w składzie Armii Północno-Zachodniej białych i wespół z estońskimi oddziałami w ofensywie na Piotrogród. Do pocz. maja został sformowany 325-osobowy 1 Ingermanlandzki Batalion, w połowie złożony z ochotników z północnej Ingermanlandii. Większość oficerów było Finami. Na jego czele stanął kpt. Aleksandr Tiunin. Od poł. maja batalion brał udział w walkach z wojskami bolszewickimi w składzie Armii Północno-Zachodniej gen. Aleksandra P. Rodzianki. 
Uczestniczył w desancie z okrętów estońskich w rejonie Ust'-Ługi. Pierwszy desant 13 maja został powstrzymany przez oddziały bolszewickie, ale drugi, przeprowadzony 17 maja, zakończył się sukcesem. Po zajęciu Półwyspu Soikińskiego batalion został zasilony jedynie ok. 50 ochotnikami, gdyż większość miejscowej ludności popierała władze bolszewickie. 18 maja atakował bezskutecznie twierdzę Koporie, ponosząc bardzo duże straty od zmasowanego ognia karabinów maszynowych. Zginął dowódca A. Tiunin i 3 oficerów, a także 43 innych żołnierzy. Kolejny atak 24 maja umożliwił w końcu zająć twierdzę. Następnie batalion wycofano na tyły dla odpoczynku. W wyniku przybycia z Ingermanlandii uzupełnień do końca czerwca liczebność batalionu wzrosła do 1624 ludzi, w tym fińskich, estońskich i szwedzkich ochotników. Został on przeformowany w 3-batalionowy pułk z baterią artylerii. Jego sztandarem była flaga Ingermanlandii z herbem tej krainy. W zajętych wsiach żołnierze pułku tworzyli oddziały samoobrony i wyznaczali ich komendantów. Jednocześnie głosili hasła szerokiej autonomii dla Ingermanlandii w ramach Rosji. Prowadziło to do konfliktów z dowództwem Armii Północno-Zachodniej, które uznawało to za przejaw separatyzmu. Z kolei Ingermanlandczycy widzieli w białych Rosjanach "reakcjonistów". Ostatecznie pułk został podporządkowany dowództwu Armii Północno-Zachodniej (dotychczas podlegał dowództwu armii estońskiej), co wywołało niezadowolenie fińskich oficerów. 13 czerwca rozpoczęło się natarcie na forty Krasnaja Gorka i Sieraja Łoszczadź. W tym czasie w garnizonie Krasnej Gorki wybuchło powstanie antybolszewickie, ale żołnierze pułku nie byli w stanie go wspomóc z powodu silnego ognia artyleryjskiego oddziałów wiernych bolszewikom. Generał A. P. Rodzianko oskarżył Ingermanlandczyków o rzekome ukrywanie faktu wybuchu powstania i nieudzielenie pomocy, po czym wydał rozkaz o rozformowaniu pułku. Byli żołnierze mogli wstąpić do innych oddziałów. 350 z nich przeszło do specjalnie utworzonego samodzielnego batalionu Pułku Ostrowskiego. Pozostali powrócili do Estonii i Finlandii.